# Карамани Мехмед-паша
Карамани Мехмед-паша (тур. Karamanı Mehmed Paşa; ?, Караман — 4 мая 1481, Стамбул) — великий визирь Османской империи (1477/78—1481) в последние годы жизни султана Мехмеда II. Автор одного из первых трудов по истории Османской империи.
Принимал участие в реформах, проводимых султаном Мехмедом. Реформа тимаров и вакуфных земель была непопулярна и привела к появлению у паши большого числа противников. Полагая, что султан Мехмед желает сделать своим преемником своего младшего сына Джема, Мехмед-паша прикладывал усилия для обеспечения наследования султаната Джемом. Был убит янычарами.

## Биография и ранняя жизнь
Мехмед родился в Конье, столице бейлика Караманидов, поэтому его нисбами были Карамани и Коньялы. Отцом Мехмеда был Кучук Ариф-челеби, потомок поэта-суфия Джалаледдина Руми (XIII век). Дата рождения будущего великого визиря неизвестна. Учитывая, что Ариф-челеби умер в Конье в 1421 году, Мехмед родился в этом городе в начале XV века.
Он начал своё образование в медресе в Конье и завершил его, будучи учеником Али аль-Бустами (Мусаннифека) и Алаеддина Али эт-Туси. Покинул Конью, он отправился в Османское государство. В 1455 году Мехмед попал под покровительство Ангеловича Махмуда-паши. Сначала он был назначен мюдеррисом (преподавателем) медресе, построенного Махмудом-пашой в Стамбуле. Карамани Мехмед-паша был известен искусством написания красивой прозы. Во время сербской кампании 1458 года он с Исхаком-беем по поручению султана вёл переговоры с сербским командующим по поводу сдачи замка Смедерево.
По рекомендации Махмуда-паши в 1464 году он был назначен на должность «нишанджи» (nişancı, от персидского слова nishan — знак, письмо князя — тайный секретарь турецкого султана, руководитель канцелярии, хранитель печати), а в 1470/71 (или ранее, в 1458) года получил пост визиря. Когда он был нишанджи, он написал правителю Ак-Коюнлу Узун Хасану письмо, благодаря которому завоевал расположение султана.

## Великий визирь
Мехмед-паша был назначен великим визирем в середине 1478 года (или в 1477) после Синана-паши. Когда Мехмед-паша занял должность, в Османском государстве был только один кадиаскер, как было при Мураде I. С тех пор государство расширилось и стало располагаться на двух частях света. Расстояния между землями в Румелии и Анатолии было огромным. Мехмед-паша предложил оставить кадиаскера Касталани кадиаскером Румелии, а в Анатолию назначить на должность кадиаскера Хаджи Хасанзаде Мехмеда-эфенди. Он заключил и подписал 26 января 1479 года договор с Венецией, положивший конец 16-летней войне.
Мехмед-паша поддерживал Мехмеда II в подготовке законов. Закон Фатиха был сформулирован при его содействии. Количество визирей было увеличено с трех до четырёх. Управление финансами было реорганизовано, казначей стал одним из главных членов дивана.
Мехмед-паша принял участие в преобразовании части вакуфных и частных земель в тимары, чтобы увеличить доходы империи и удовлетворить потребность в солдатах. За это он подвергался жесткой критике со стороны улемов и представителей старой османской аристократии. Ашикпашазаде считал реформу настолько неприемлемой, что даже назвал происхождение Мехмеда от Джелаледдина Руми фальшивым. Однако инициатива преобразования исходила от султана, Мехмед-паша лишь воплотил пожелание султана в жизнь. Недовольство чиновников, вышедших из рабов, вызывала не только земельная реформа, но и введённые Мехмедом-пашой налоги, а также то, что при нём визирями назначались не только выходцы из Эндеруна, но и улемы.
Мехмед-паша имел влияние на султана, особенно во внутренней политике. Кивами (автор «Книги побед султана Мехмеда», XV век) писал о Мехмеде-паше: «Султан мира доверил ему себя и страну», Ибн Кемаль утверждал, что «он проповедовал множество нововведений».
Карамани Мехмед-паша известен своей «Историей Османской империи», написанной на арабском языке. Эта книга имеет большое значение как один из первых османских трудов на эту тему, при этом особую ценность представляют сведения о ранних периодах истории Османского государства. В первой части изложена история государства, начиная с Османа Гази и до воцарения Мехмеда II; во второй описаны события от 1451 года до 13 марта 1480 года, в том числе представлены ценные сведения о периоде правления султана Мехмеда II.

## Смерть
Сын султана Мехмеда Баязид родился в 1447 году, как раз в тот период, когда Мехмед II был отстранён своим отцом от власти, а первым сыном, появившимся на свет после возвращения Мехмедом султанского титула, был Джем. Османская система наследования не отдавала предпочтения ни одному из сыновей султана. В этом порядке преемства все сыновья и братья султана имели равные права на престол: не имело значения, кто был старше, а кто младше, была ли мать претендента женой султана или его наложницей. Когда султан умирал, новым султаном становился тот, кто раньше других успевал прибыть в столицу после смерти отца и принять присягу от чиновников, улемов и войск.
Позже ходили слухи, что Мехмед более благоволил младшему сыну. Будучи сторонником Джема, Мехмед-паша пытался повлиять на султана, чтобы тот объявил его наследником престола. Мехмед-паша уговорил больного султана отправиться в экспедицию в Египет. По мнению паши, Джем легко взошёл бы на престол в случае смерти султана в дороге, так как Конья (санджак Джема) была бы ближе к султану. Мехмед-паша скрыл смерть султана, умершего близ Гебзе в 1481 году, и распространил слух, что султана отвезли во дворец на отдых. Посланник, которого он отправил к Джему, был пойман зятем Баязида, бейлербеем Анатолии Синаном-пашой. Мехмед-паша не хотел, чтобы янычары (поддерживавшие Баязида и противников Мехмеда-паши) переправились из Анатолии в Стамбул, поэтому запретил пришвартовывать суда со стороны Ускюдара, чтобы предотвратить сообщение между Стамбулом и Ускюдаром. Несмотря на предпринятые им меры предосторожности, о смерти султана стало известно, и уже через день некоторые янычары нашли способ добраться в Стамбул. Мехмед-паша угрожал им, 4 мая 1481 года янычары вместе с субаши (полицейский чиновник) города напали на дом Мехмеда-паши и убили его. Его отрубленную голову поместили на копьё и несколько дней ходили с ней по улицам Стамбула.

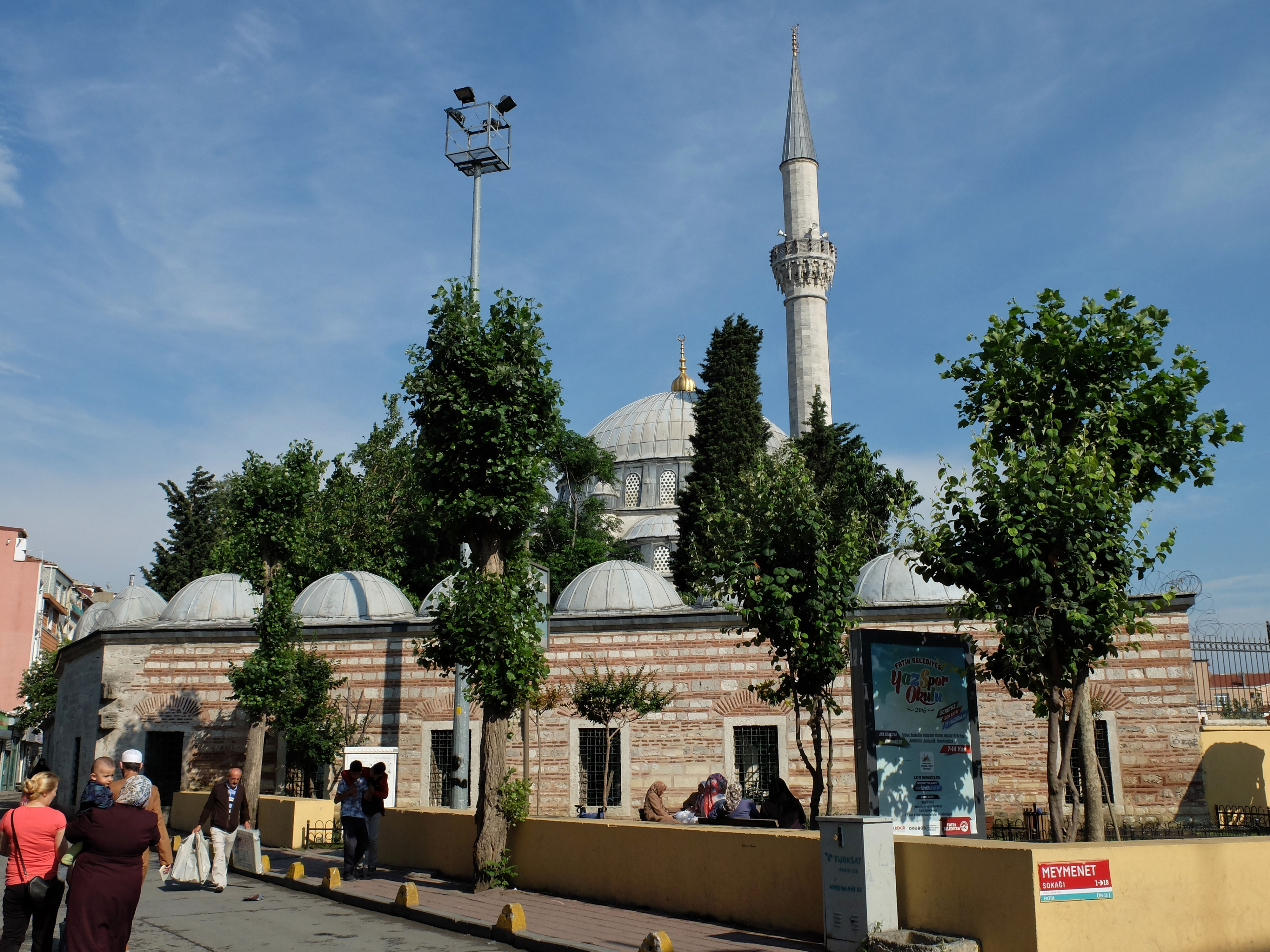
Мечеть Нишанджи Мехмеда-паши в Стамбуле. Современная фотография

Могила Махмед-паши находится в Стамбуле — в мавзолее, расположенном около построенной им мечети Нишанджи Мехмеда-паши со стороны киблы.

## Благотворительность
В 1465 году Мехмед-паша построил в стамбульском районе Кумкапы мечеть Нишанджи, рядом с ней были построены двойной хаммам и медресе. Вторая построенная им мечеть была размещена вместе с дворцом на территории нынешнего офиса муфтия Стамбула в 1480 году.
Мехмед-паша покровительствовал мистикам, поэтам и учёным. Он привёз в Стамбул своих учителей Мусаннифека и Алаеддина Али эт-Туси в Стамбул и представил их султану и Махмуду-паше. Вероятно, именно он пригласил в Стамбул шейха Вефа. Он способствовал приезду в Стамбул своих родственников, потомков Джалаледдина Руми, например, Джемаледдина Челебизаде Абида Челеби. Сын раба Мехмеда-паши, Мухиддин Мехмед Хиджри Эфенди, благодаря покровительству Мехмеда-паши окончил медресе, стал учёным и дослужился до должности кади Стамбула.
Несмотря на то, что отношения Мехмеда-паши с Ходжазаде были плохими, он заставил своего сына брать уроки у его ученика Сейида Ибрагима.

## Семья
- Жена. Дочь Мусаннифека, учителя Мехмеда-паши[2][3].

- Сын Зейнелабидин Али-челеби (ум. 1558)

- Жена с 1471 года, Ситти Шах. Дочь бея Алайе[1][2][3].
- Жена, Рабия[2].

- Дочь Айше.